# Pico Almirantazgo
El Pico Almirantazgo (en inglés: Admiralty Peak) es un pico rocoso de 945 m s. n. m. ubicado al este de los Picos  Wilckens en la parte central de Georgia del Sur, en el océano Atlántico Sur, cuya soberanía está en disputa entre el Reino Unido el cual las administra como «Territorio Británico de Ultramar de las islas Georgias del Sur y Sandwich del Sur», y la República Argentina que las integra al Departamento Islas del Atlántico Sur, dentro de la Provincia de Tierra del Fuego, Antártida e Islas del Atlántico Sur. Fue trazado por Investigaciones Discovery entre 1926 y 1930 y lleva el nombre del Almirantazgo británico.